# Agenzia italiana per la cooperazione allo sviluppo
Die Agenzia italiana per la cooperazione allo sviluppo (AICS) (deutsch „Italienische Agentur für Entwicklungszusammenarbeit“) ist eine staatliche italienische Organisation für Entwicklungszusammenarbeit im Geschäftsbereich des italienischen Ministeriums für auswärtige Angelegenheiten und internationale Zusammenarbeit. Es handelt sich um eine administrativ selbständige Anstalt des öffentlichen Rechts mit Hauptsitz in Rom, die von der Ministerialabteilung für Entwicklungszusammenarbeit beaufsichtigt wird.

## Organisation
Die politischen Richtlinien für die Entwicklungszusammenarbeit werden von der Regierung nach Anhörung der zuständigen parlamentarischen Gremien in einem Dreijahresprogramm festgelegt. Politische Planungs- und Koordinierungsaufgaben übernimmt das Interministerielle Komitee für die Entwicklungszusammenarbeit unter Vorsitz des Ministerpräsidenten. Die politische Verantwortung für die Entwicklungszusammenarbeit liegt beim Außenminister, der für die damit verbundenen Aufgaben von einem Vizeminister für Entwicklungszusammenarbeit und von einem Beirat unterstützt wird. Die Aufsicht über die Tätigkeit der AICS liegt bei der Ministerialabteilung für Entwicklungszusammenarbeit, die auch für die Koordinierung der Zusammenarbeit mit anderen, auch privaten (ggf. staatlich geförderten) Organisationen zuständig ist und die internationale politische Vertretung übernimmt.
Der Direktor der AICS wird auf Vorschlag des Außenministers vom Ministerpräsidenten für eine Amtszeit von vier Jahren ernannt; eine einmalige Wiederernennung ist möglich. Kandidaten müssen Qualifikationen und Erfahrungen im Bereich der Entwicklungszusammenarbeit nachweisen. Ihm stehen zwei stellvertretende Direktoren zur Seite, jeweils zuständig für den operativen und den unterstützenden Bereich. Die Zentrale der AICS befindet sich in Rom. Sie hat (Stand 2020) elf Referate, von denen sich eines am Zweitsitz in Florenz (⊙) befindet und dort für ländliche Entwicklung und Ernährung zuständig ist. Im Ausland unterhält die AICS 20 regionale Niederlassungen, davon drei in Lateinamerika, neun in Afrika, sieben in Asien und eine in Europa (Stand 2020). Sie sind meist in mehreren Staaten ihrer jeweiligen Region aktiv.
Finanzielle Hilfsinstrumente bietet die AICS unter anderem in Zusammenarbeit mit der Cassa Depositi e Prestiti.
Die Entwicklungszusammenarbeit der AICS richtet sich im Wesentlichen nach den 17 Zielen für nachhaltige Entwicklung (Agenda 2030) der Vereinten Nationen aus.

## Geschichte
Staatliche Entwicklungshilfeprojekte wurden bis 2014 vom Außenministerium selbst mit eigenen personellen und materiellen Ressourcen durchgeführt. Hierfür gab es seit 1979 eine eigene Organisationseinheit mit der Bezeichnung Dipartimento per la cooperazione allo sviluppo, die sich nach einer Reform im Jahr 1987 Direzione generale per la cooperazione allo sviluppo nannte und somit eine unter anderen Generaldirektionen oder Abteilungen des Ministeriums war. Die operative Tätigkeit wurde von der zentralen Dienststelle Unità tecnica centrale (UTC) gelenkt, der im Ausland die örtlichen Unità tecniche locali (UTL) oder „Örtliche technische Einheiten“ unterstanden, welche meist grenzüberschreitend kleinere Außenstellen hatten. Die UTL und ihre Außenstellen unterlagen der Aufsicht der italienischen Botschaften und waren oft bei ihnen untergebracht. Mit dem Gesetz Nr. 125/2014 wurde die Entwicklungshilfe aus dem Ministerium in die Anstalt des öffentlichen Rechts AICS ausgegliedert; der Ausgliederungs- und Aufstellungsprozess dauerte bis Anfang 2016.
Im Zuge der Errichtung der AICS wurde das in Florenz ansässige agrarwissenschaftliche Forschungsinstitut Istituto agronomico per l’oltremare des Außenministeriums rechtlich aufgelöst und materiell in die neue Agentur für Entwicklungszusammenarbeit eingegliedert, die damit neben ihrem Hauptsitz in Rom über einen Zweitsitz verfügt. Das Institut wurde 1904 in Florenz als Istituto agricolo coloniale italiano gegründet, um sich mit der Landwirtschaft in den italienischen Kolonien, insbesondere in den Tropen zu befassen und landwirtschaftliche Entwicklungs- und Fortbildungsprojekte zu entwerfen. Ab 1938 unterstand es dem Ministerium für Italienisch-Afrika und trug entsprechend bis 1959 den Namen Istituto agronomico per l'Africa italiana, danach ersetzte man in der Bezeichnung die Kolonien bzw. Italienisch-Afrika mit der Bezeichnung „Übersee“ (oltremare). Nach dem Zweiten Weltkrieg unterstützte es das italienische Treuhandgebiet Somalia und vor allem nach Lateinamerika ausgewanderte italienische Landwirte, später war es im Auftrag der Abteilung für Entwicklungszusammenarbeit des Außenministeriums auch in Afrika, Asien und Osteuropa im Bereich der landwirtschaftlichen Entwicklungszusammenarbeit aktiv. In Florenz hatte es unter anderem eine bedeutende Fachbibliothek und ein Archiv, die heute der AICS gehören. Es gab die Fachzeitschrift The Journal of Agriculture and Environment for International Development heraus.